# Pyrrhura roseifrons

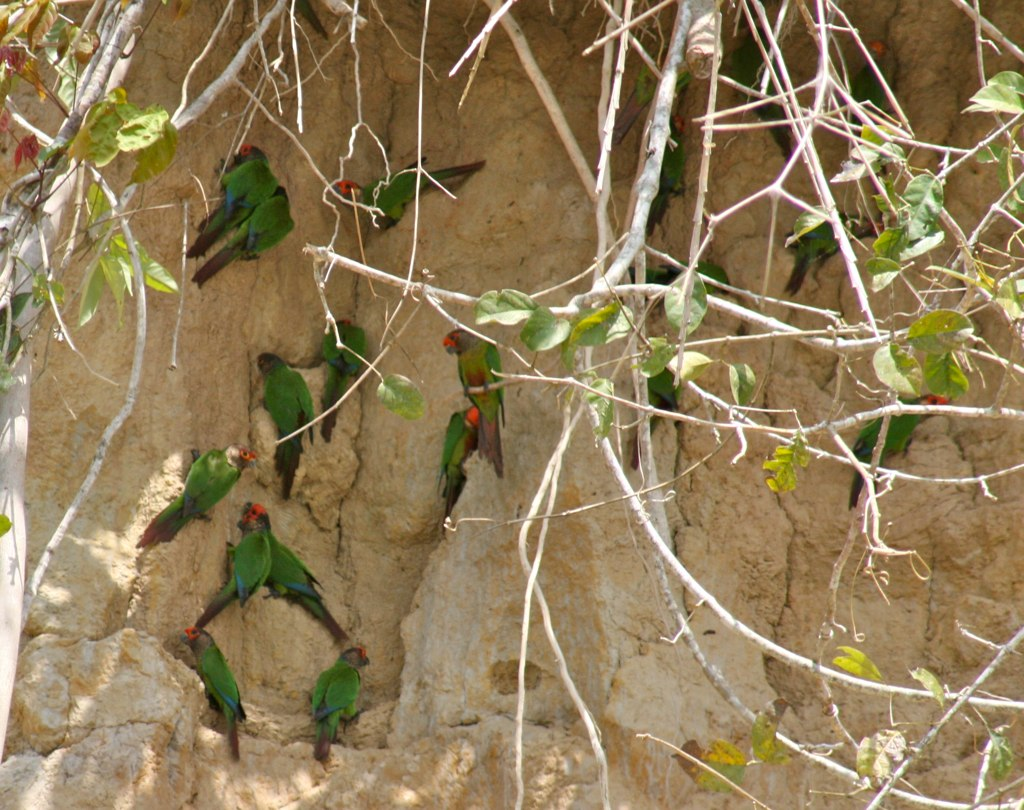
Pericos de frente rosada comiendo arcilla.

El perico de frente rosada (Pyrrhura roseifrons) también conocido como el perico de corona roja (dando una fácil confusión con el Cyanoramphus novaezelandiae), o en la avicultura, el conure frente rosa, es una especie de loro de la familia Psittacidae. Se encuentra en la cuenca occidental del Amazonas en el oriente de Perú, hasta el sureste de Ecuador, noreste de Bolivia y el extremo oeste de Brasil. Incluye al perico de pecho ondulado (P. roseifrons peruviana), también conocido como el conure de pecho ondulado, que a veces es considerado una especie aparte.

## Descripción
Su longitud total es ca 22 cm (8½ pulgadas). Como otros miembros del complejo Pyrrhura picta, es un perico de cola larga, principalmente verde con un vientre rojo oscuro, rabadilla y cola de punta (toda la cola de color rojo oscuro por abajo), el pecho en escala de grises, una mancha de color amarillo pálido o blanquecino en los auriculares y rémiges azules. La frente, la región ocular y el borde del carpo son de color rojo en la nombrada raza P. r. roseifrons. Su anillo ocular descubierto es generalmente gris oscuro (no es visible en ocasiones) rodeado por un blanco amarillento. Las subespecies restantes, P. r. peruviana y P. r. dilutissima, carecen de color rojo brillante en su plumaje, pero la mayor parte de la región de la corona y los oculares son muy marrón pardusco oscuro (a menudo son negruzcos), mientras que la corona es azul. Su anillo del ojo es de color gris. Todas las razas tienen las patas grises oscuras.

## Hábitat y comportamiento
Se encuentra en los bosques tropicales húmedos de tierras bajas y hábitats adyacentes. Es social y por lo general se ve en parejas o en grupos. Se alimenta de frutos, semillas y flores. Construye el nido en una cavidad de un árbol. Es bastante común en la mayoría de su distribución y se produce en varias áreas protegidas, como el parque nacional del Manú.

## Taxonomía
Ha sido tradicionalmente considerada una subespecie del perico pintado. Al revisar este grupo, Joseph (2002) descubrió que existía una población que no ha sido descrita en el norte de Perú (también se la encontró más tarde en el extremo sureste de Ecuador). Fue descrito como Pyrrhura peruviana (Hocking, Blake y Joseph, 2002). Se recomendó además que el P. roseifrons debe considerarse como una especie monotípica en lugar de una subespecie de P. picta. Ribas et al. (2006), confirmada por el ADNmt que el P. roseifrons debe considerarse como una especie separada del P. picta (de lo contrario P. picta sería parafilético), pero también mostró que peruviana estaba muy cerca, y por lo tanto, podría decirse que mejor se considere una subespecie de P . roseifrons. En consecuencia, SACC votó a favor de reconocer a P. roseifrons como una especie con peruviana como una subespecie. Arndt (2008) describió recientemente otro taxón de este complejo, dilutissima, como una subespecie del P. peruviana, pero bajo la taxonomía utilizada aquí, se convierte en una subespecie de P. roseifrons.
La situación taxonómica de las relaciones del perico de Bonaparte y el llamado "grupo de 6" (por Joseph, 2002) sigue siendo poco clara. Arndt (2008) describió recientemente a este último como una especie distinta, P. parvifrons, pero esto aún no ha recibido un amplio reconocimiento (por la SACC).